# グラミン・ファミリー

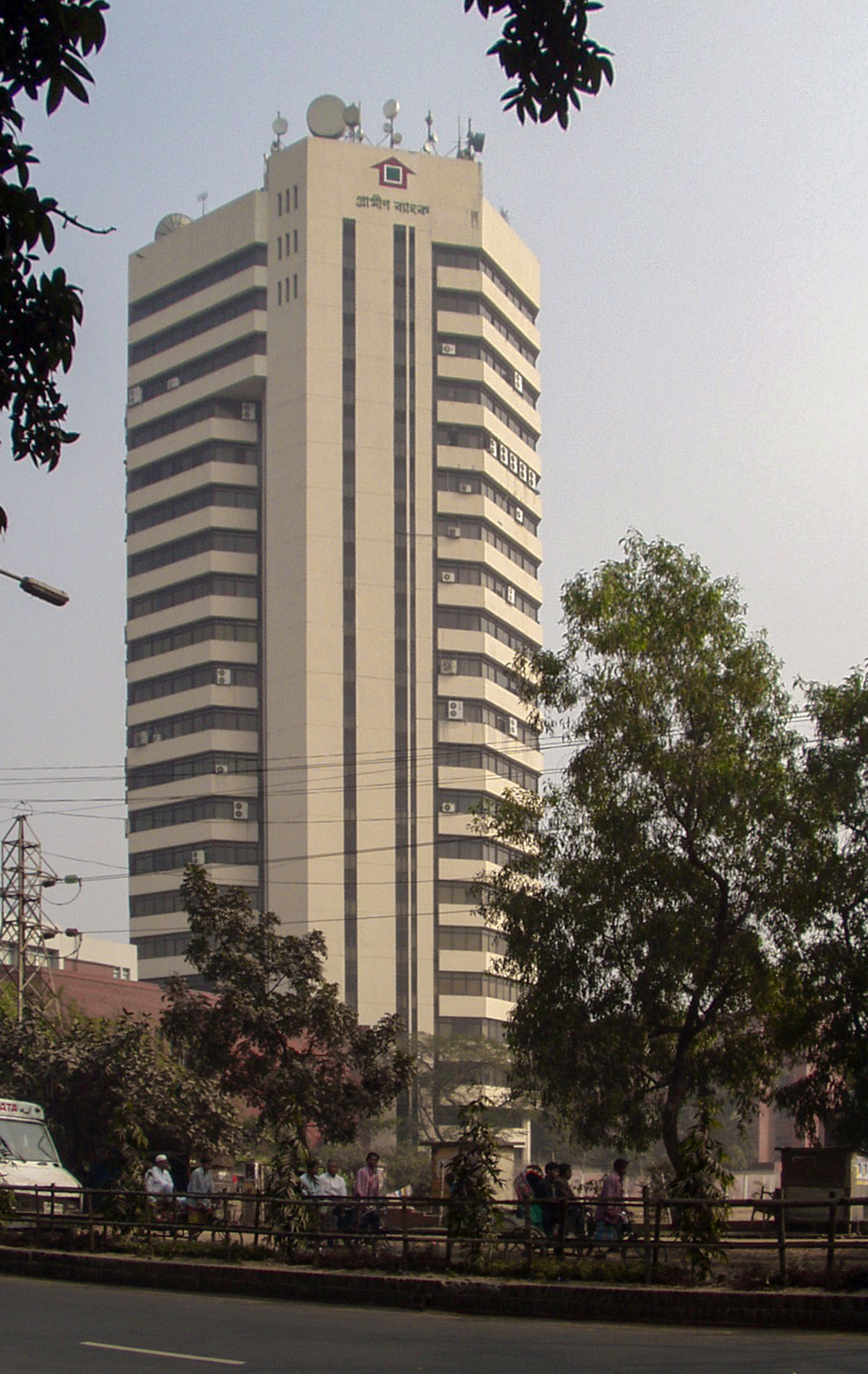
ダッカにあるグラミングループ社屋

グラミン・ファミリーとは、ノーベル賞受賞者であるムハマド・ユヌスによって設立されたグラミン銀行から発展した、多角的な（非営利を含む）ベンチャー企業集合体の総称。多くは、グラミン銀行のあるバングラデシュ、ダッカにオフィスを構えている。グラミン銀行が多角化を始めたのは、1980年代後半に養魚場、深井戸からの灌漑水道が活用されていないことから始まった。1989年から、漁場プロジェクトがグラミン漁業財団に、灌漑プロジェクトがグラミン・クリシ（農業）財団になったことをきっかけとして、多様化した事業は別々の組織として活動するようになった。
また、これら以外にも多くの企業がグラミングループと呼ばれており、この項では総裁であるユヌスの著書で触れられている主な企業のみを掲載する。

## グラミン銀行
グラミン銀行はバングラデシュにある銀行でマイクロファイナンス機関。「グラミン」という言葉は「村（gram）」という単語に由来する。ムハマド・ユヌスが1983年に創設した。マイクロクレジットと呼ばれる貧困層を対象にした比較的低金利の無担保融資を主に農村部で行っている。銀行を主体として、インフラ・通信・エネルギーなど、多分野で「グラミン・ファミリー」と呼ばれる事業を展開している。2006年ムハマド・ユヌスと共にノーベル平和賞を受賞した。

## グラミン・トラスト
グラミン・トラストは、1989年に設立された非営利のNGO。貧困と闘うためのツールとしてマイクロクレジットを使い、その目的のためにグラミン銀行のアプローチを促進するための組織である。世界で貧困者に対してマイクロクレジットプログラムを使って支援をするマイクロクレジット機関（MFI）に対して、GBRP（Grameen Bank Replication Program）と呼ばれる、トレーニングと技術支援をする対話プログラム、プロジェクトに対する資金提供、コンサルティングやモニタリングプログラムを実施している。2007年8月時点で、37カ国の138のMFIに支援をしている。主な事業は「立ち上げ・運営・引き渡し(BOT)」プログラムで、迅速な対応が必要なマイクロファイナンスを実施したい機関があるとき、最初の導入から立ち上げ、運営までを訓練する。十分に倣うことができたと判断するまでトレーニングは続き、その後は状況に応じながら引き渡しを検討する。また、グラミン・グローバル・ネットワーク(GGN)を主催しており、マイクロクレジットを促進するためのニュースレターを発行している。

## グラミン・クリシ（農業）財団
グラミン・クリシ財団は、農業技術と生産高の向上のための実験や訓練を行うために1991年に設立された財団。

## グラミン・ウドーグ（企業）
グラミン・ウドーグは、バングラデシュの元々の文化的産業であった手織り布に「グラミンチェック」というブランド名を与えて振興することを目的として1994年に設立された企業。

## グラミン・ファンド
グラミン・ファンドは、グラミン銀行のマイクロクレジットプログラムからは離れた事業をするベンチャーや実験への投資をする非営利組織である。元々はグラミン銀行で、1980年代後半にSIDE(Studies・Innovation・Development・Experimentation)と呼ばれていたベンチャー・キャピタル・ファンド事業から由来し、3億9100万タカの資産を持つ漁業や農業などの零細企業を支援する40のプロジェクトを継承し、1994年1月17日に特化事業として組織化されることになった。2007年時点で、13の合弁事業に10万ドルの株式を投資し、バングラデシュ国内で1763の中小企業、特に技術志向の産業に対して無担保で、運転資金の供与を行っているまた、多くの企業の株式を取得し、グラミン・ファミリーという枠組みに入っていない企業であっても株式の半数を取得している企業もある。 

## グラミン・モーショー・オー・バシューサムパッド（漁業と畜産）財団
グラミン・モーショー・オー・バシューサムパッド財団(Grameen Fisheries and Livestock Foundation)は、魚の養殖を通して貧困を軽減させるために1994年2月にグラミン漁業財団として設立され、漁業・穀物・畜産を統合して営農組織を開発するようになった非営利企業。最も重要な目的は、土地のない貧困層、特に女性が共有の資産へのアクセスを可能にするために、「利己的な使用をコミュニティに」「停滞を社会及び経済成長に」「伝統を現代性に」切り替え、女性に法的及び社会的な権利・食料の安全・持続可能な暮らしを提供することである。初期のグラミン銀行のプロジェクトの一つである漁業は、バングラデシュの池を使った養魚場の管理事業である。元々は援助機関によって活用される予定であったが、効果が無かったためにグラミン銀行が引き継ぐこととなった。現在では魚類・エビ・苗床などを養殖し、新しい養魚池の開発も行っている。畜産プロジェクトでは、酪農業者へのトレーニングや、医療衛生への支援、販路の拡大などを行い、グラミン・ダノン・フーズへの牛乳の提供もされている。

## グラミン・テレコム
グラミン・テレコム は、貧しい人々への通信サービスを提供するために1995年に設立された非営利企業。元々はグラミン銀行の「ヴィレッジフォンプログラム」で農村に携帯電話を普及させる活動であったが、その後は別会社として独立。グラミン・フォンが構築している携帯電話の回線を買い、グラミン銀行の借り手を「テレフォン・レディー」として回線のない村で電話を貸し出すという事業を行っている（現在は回線が普及しているため、活動は停滞している）。

## グラミン・シャモグリー（製品）
グラミン・シャモグリーは、「グラミン・チェック」の手織り布、手工芸品、他製品の国内販売を目的とする1996年に設立された企業。元々グラミン・ウドーグを設立した時に、「グラミン・チェック」の輸出を目的としていたが、インドの機械織り製品との競合もしくは原材料のインドからの輸入により、輸出が不振となったことから国内での販売を焦点としたグラミン・シャモグリーが設立された。

## グラミン・サイバーネット
グラミン・サイバーネットは、グラミン・フォンの携帯電話ネットワークを利用したインターネット・プロバイダを展開するため、1996年に設立された非営利企業。

## グラミン・シャクティ（エネルギー）
グラミン・シャクティは、再生可能なエネルギー技術をバングラデシュの農村地帯に促進、開発させるために1996年に設立された非営利企業。元々はグラミン・フォンの携帯電話に電気を供給する必要から考案された。現在は太陽電池・バッテリー・風力発電・バイオマス装置などの開発・提供を行っている。それらの再生可能エネルギーを使ったテレビや、携帯電話のユニットなどで収益を得るようにしたり、技術トレーニングで保守整備などを行えるようにもしている。

## グラミン・フォン
グラミン・フォン は、バングラデシュでGSM携帯電話のマーケット・シェア50％以上を占める電話会社である。グラミン・フォンは1997年3月26日に設立され、最初の出資はノルウェーのテレノール社が51％、グラミン・テレコムが35％、日本の丸紅が9.5％、ゴノフォン開発会社が4.5％。2008年時点ではテレノール社が62％、グラミン・テレコムが38％を所有している。2006年12月時点で1000万人を超える顧客を持ち 、バングラデシュで最も早く普及した携帯電話ネットワークになっている。グラミン・フォンの目標は、バングラデシュでコスト効率の良い良質な携帯電話サービスを普及させることにある。

## グラミン・カルヤン（福祉）
グラミン・カルヤンは、グラミン銀行のメンバーや村人たちに、良質な医療サービスを提供することを目的として、1996年に設立された。診療所の近くに住むメンバーたちは、1年に約2ドル程度で医療を受けられる。また、メンバーでない場合は約2.5ドル（物乞いは無料）である。

## グラミン・シッカ（教育）
グラミン・シッカは、農村の大衆への教育を推進し、ローンや奨学金といった形での教育目的の支援を行い、ITを用いて識字率の改善・新技術と革新的なアイデア・方法論を教育の発展のために役立てることを目的として、1997年に設立された。適切な教育プログラムや、初等期準備プログラム、幼児教育プログラム、ヒ素の緩和プログラムなどを行っている。特に、「スカラシップ・マネジメント・プログラム」では、5万タカからの出資金を募り定期預金とする。預金での6％の利子によって奨学金が充当される。出資者は特定の受取人を指定したり、奨学金に名前をつけたりし、預金であるため奨学金を終了して引き出すこともできる。

## グラミン・コミュニケーションズ
グラミン・コミュニケーションズ は、ソフトウェア・ハードウェア・インターネットサービス・IT教育などを複合的に展開する、非営利の情報技術会社。プロジェクト自体は、グラミン・トラストのIT支援という形態で1994年に始まり、1997年に企業として設立された。グラミン・コミュニケーションズはVCIP(Village Computer and Internet Program)という、農村で情報アクセスや、IT教育などを提供する多目的なサイバー・キオスクを建てるプログラムを開発した。最初のVCIPは、マドゥプル・ウパジラ（郡）のグラミン銀行の部屋で設立された。それはダッカにあるグラミン・コミュニケーションズのオフィスとマイクロ波で衛星通信する装置を設置するものであった。

## グラミン・ソリューションズ・リミテッド
グラミン・ソリューションズ・リミテッド は、最も急速に成長しているソフトウェア開発会社のうちの一つ。携帯電話による送金や取引などの金融サービスを提供するプロジェクトを展開している。

## グラミンITパーク
グラミンITパークは、ダッカにおけるハイテクオフィスビルの開発、ISP、データ転送、ソフトウェア、ハードウェアの提供などを行うため、2001年に設立された。

## グラミン・バイボサ・ビカーシュ
グラミン・バイボサ・ビカーシュ （グラミン・ビジネス・プロモーション）は、野菜や家畜、或いは手芸のような製品を扱っている農村の起業家に対するマイクロクレジットに加え、さらに知識や経験、技術を提供するために1994年に設立された非営利組織。グラミン銀行のローンは少額を基本とするが、グラミン・バイボサ・ビカーシュは大規模なビジネスに対しての融資保証を行い、それによって保証を受けた企業はグラミン銀行より融資を受けることができる。また、畜産などの技術に対する支援も行っている。

## グラミン情報ハイウェイ会社
グラミン情報ハイウェイ会社は、データ相互通信とインターネットプロバイダ業務を中心とした企業。2001年に設立されたが現在は活動をほぼ休止している。

## グラミン・スター・エデュケーション
グラミン・スター・エデュケーションは、情報テクノロジーのトレーニングを目的として2002年に設立された。現在は活動をほぼ休止している。

## グラミン・ビテック
グラミン・ビテックは、主に電気製品や電力設備などを提供する企業。グラミン・ファンドの融資により2002年に立ち上げられた。

## グラミン・ヘルスケア・トラスト
グラミン・ヘルスケア・トラストは、医療関係の基金を募り、投資する非営利企業。2006年に設立。

## グラミン・ヘルスケア・サービス
グラミン・ヘルスケア・サービスは、貧しい人々に対するヘルスケアを行う営利目的のソーシャル・ビジネス。2006年に設立。グラミン・ヘルスケア・トラストから基金を受け、病院の設立などを行う。初期の重要な目標は眼科病院の設立である。医療費は、貧困層には少なく・そうでない者には相場に合った値段を請求するのが原則とされている。

## グラミン・ダノン・フーズ
グラミン・ダノン・フーズは、グラミン銀行とフランスの食品会社ダノングループの合弁事業として2006年に設立された。
グラミン・ダノンの最初の事業は、バングラデシュの農村で日常の食事からは摂取されない必須栄養素を補助することを目的とした栄養強化ヨーグルト、通称「ショクティ・ドイ」を子どもに提供することである。グラミン・ダノン・フーズは営利目的の会社ではあるが、ムハマド・ユヌスの定義する「ソーシャル・ビジネス」を志向するため、営利上の収益よりもむしろ社会的な便益への貢献を最も重要な目標としている。初期の資本はダノングループと、グラミン・バイボサ・ビカーシュ、グラミン・カルヤン、グラミン・シャクティ、グラミン・テレコムが出資している。先進国のような大規模な生産ではなく、農村の個別の小規模農家から牛乳を調達し、小規模な工場で生産する。また、「グラミン・レディー」と呼ばれる借り手のメンバーたちがそれらを自分たちの村で販売する（日本での「ヤクルトレディ」と似た形態）という流通経路を設計している。

## グラミン・ユニクロ
グラミン・ユニクロは、グラミングループと日本のファーストリテイリングとの合弁企業。2010年9月より活動中。バングラデシュ国内での衣料品の企画・生産・販売をするソーシャル・ビジネスである。資本金は10万ドル相当で、ファーストリテイリングの現地法人、ユニクロ・ソーシャル・ビジネス・バングラデシュが99％、グラミン・ヘルスケア・トラストが1％出資する。衣料品販売はグラミン銀行のネットワークを通じて提供される。